# Viola polycephala
Viola polycephala là một loài thực vật có hoa trong họ Hoa tím. Loài này được H.E. Ballard & P. Jørg. miêu tả khoa học đầu tiên năm 1997.